# 摩訶不思議 ダウンタウンの…!?
『摩訶不思議 ダウンタウンの…!?』（まかふしぎ ダウンタウンのてんてんてん）は、一部テレビ朝日系列局で放送されていた朝日放送（ABCテレビ）製作の公開バラエティ番組である。製作局の朝日放送では1992年4月から1993年9月まで、毎週土曜 23:55 - 翌0:50に放送。

## 概要
毎回レギュラーメンバー（ダウンタウンファミリー）が企画を持ち寄り、その中からダウンタウンが面白そうと思ったものを選んで実際に披露していた。1回の放送につき3本のコーナーを実施していた。収録はABCホールで毎週火曜日に行われていた。
番組は当初、レギュラーメンバーとダンスグループ・舞々蝶々によるダンスで始まっていたが、途中でレギュラーに加わった東京パフォーマンスドールの歌で始まる構成に変更された。番組の終盤ではゲストに迎えた歌手1組の歌を放送し、エンディングでは客席へ大砲に詰めたパンティを放ってプレゼントするシーンで締めくくっていた。ちなみに、番組の冒頭と終盤に音楽番組としての要素も加えられていたため、ステレオ放送で制作されていた（一部のテレビ雑誌においては、番組が開始する前の新番組紹介の欄に「ダウンタウンが司会を担当する音楽番組」として紹介されていた）。
関西以外の地方では、テレビ朝日以外の一部の系列局で放送されていた。テレビ朝日での放送を望む声も少なくなかったが、関東では見られないところで好きなことをしたいという松本人志の意志により、関東へのネットを断っていたというエピソードがある（チャネル・オー（現：スカイA）が放送していたため、ケーブルテレビ加入世帯ならば全国視聴可能ではあった）。しかし、本番組の終了からしばらくして、テレビ朝日が似たような内容の深夜番組『かざあなダウンタウン』をスタートさせた。同番組は出演者のみならず、構成担当者とメインのディレクター陣も本番組と同じだった。また、番組内で後輩芸人がトゲの付いた風船でバレーボールをするという企画があり、その模様が当時起こっていたダウンタウンに対する批判素材の1つとして雑誌に掲載されたこともある。
東京での活動が中心になっていたダウンタウンは、この番組を最後に関西ローカルの番組に揃ってレギュラー出演することは無くなった（浜田雅功のみ東野幸治（後に田村淳と交代）とともに、2007年3月23日から毎日放送（MBSテレビ）で毎月1回放送の『ごぶごぶ』に出演している。一方松本は2014年10月からは同局で『松本家の休日』を開始している）。この番組のプロデューサーだった岡野均は、後に浜田がメインの『人気者でいこう!』でチーフプロデューサーを務めることになる。

## 出演者

### 司会
- 松本人志（ダウンタウン）
- 浜田雅功（ダウンタウン）

### レギュラーメンバー
- 今田耕司
- 東野幸治
- 板尾創路（130R）
- 蔵野孝洋（130R）
- 木村祐一
- 吉田ヒロ
- 舞々蝶々
- 東京パフォーマンスドール - 1993年2月からレギュラー入り。
- リットン調査団 - 1993年4月からレギュラー入り。

## スタッフ
- 構成：かわら長介、倉本美津留、高須光聖、木村和彦、佐藤英治
- SW：中谷敏和
- CAM：琴浦康博
- MIX：網島一敏
- VE：尾畑張志
- L：垰山博之、東通ライティング
- SE：清水幸治
- PA：秋田峰博（サウンド・ジャック）、甲子社AVC
- 編集：平田正信（ABC）
- MA：江頭博二（東通）
- デザイン：増田寿子（スタッフユニオン）
- スタイリスト：高堂のりこ
- AD：吉村岳朗（東通企画）
- ディレクター：深澤義啓・岩城正良（ABC）、林佳也（東通企画）
- プロデューサー：小林慎一郎（ABC） → 岡野均（ABC）、大﨑洋・野山雅史（吉本興業）
- 制作：山田義之（ABC）
- 協力：つむら工芸、高津商会、アビリティー、京阪商会、大槻衣裳、ステージ・シィー、富士巧芸社、シュプール、MK企画、オフィスバックアップ、フルハウス、フェニックスプロモーション、office G-FLAT、大北
- 制作協力：吉本興業、東通企画
- 製作著作：朝日放送（ABC）

## 主なコーナー
ここでは、番組内で何度か放送された企画を挙げる。
おもしろダービー
往年の人気番組『クイズダービー』のシステムを取り入れた大喜利コーナー。浜田が進行役で、今田と蔵野とゲストがギャンブラー、そして前述の4人以外のレギュラー出演者が賭けの対象となる。浜田が一番面白いと思った回答を選ぶと的中となり、そうでないと不的中となる。また、浜田がギャンブラーが賭けたタレント以外を正解扱いにした結果、ギャンブラー全員が不的中となった場合には掛けポイントは返還となる（ちなみに本家では全員不正解にならない限り、賭けた点数は返還されなかった）。オッズは浜田が発表し、たいてい松本は人気馬扱いされていたが、お題によっては松本ですらダークホース扱いされたも同然なオッズを付けられることがあった。
挑戦!!ジュエリー大北
ダウンタウン以外の6人が、体を張ったギリギリのアクションに挑戦するコーナー。例として、車輪の付いた台車に仰向けで乗り、微妙なコントロールでその距離を競うというゲームがあった（誤って行きすぎると、台車にセットされた針によって風船が破れ、中のマヨネーズやケチャップが顔にかかるというものだった。そのため、初回のサブタイトルは「勇気ある顔面シャワー」であった）。勝者には、大阪府岸和田市の宝石専門店・ジュエリー大北の特製ダイヤモンド入りネックレスをプレゼントしていた。ジュエリー大北はこのコーナーにおけるスポンサーだった。
ハミング9
出題者であるお爺ちゃん9人の中から1人を選び、その人物がハミングで表現する曲が何なのかを当てるクイズ。曲には妙なアレンジが加わるのが常で、解答者は毎回答えを当てるのに四苦八苦していた。

## オープニングテーマ
- Soul Finger （バーケイズ）
- CATCH!!（東京パフォーマンスドール）
- キスは少年を浪費する（東京パフォーマンスドール)

## エンディングテーマ
- マカマカBUNBUN （ウルフルズ、1993年4月 - 1993年9月）

## ネット局
- 北海道テレビ - 不定期放送だった。
- 青森朝日放送（土曜 15:00 - 15:54）
- 東日本放送（土曜 16:00 - 16:55）
- 福島放送（火曜 17:00 - 17:54）
- 静岡朝日テレビ - 静岡けんみんテレビ時代、土曜深夜に放送。
- 名古屋テレビ - 深夜帯での遅れネットだったが、番組末期のところで途中打ち切り。
- 新潟テレビ21
- 北日本放送
- 北陸朝日放送（92年4月から9月まで土曜 25:10 - 26:05、92年10月から93年9月まで木曜 24:50 - 25:50）
- 長野朝日放送
- 瀬戸内海放送
- 九州朝日放送
- 長崎文化放送
- 大分朝日放送 - 番組が終了した後に開局したため、同局では完全な録画放送となった。
- チャネル・オー